# دونيل هارفي
دونيل هارفي (بالإنجليزية: Donnell Harvey)‏ مواليد 26 أغسطس 1980 في شيلمان، هو لاعب كرة سلة أمريكي. بدأ مسيرته الاحترافية في سنة 2000. تم اختياره من قبل فريق نيويورك نيكس خلال الدرافت. يبلغ طوله 6 قدم 8 بوصة (2.0 م).

## المسيرة الاحترافية
لعب مع دالاس مافيريكس في سنة 2000، ثم لعب مع دنفر ناغتس في موسم 2002–2003، ثم لعب مع أورلاندو ماجيك من سنة 2003 إلى 2003، ثم لعب مع فينيكس صنز في موسم 2003–2004، ثم لعب مع بروكلين نتس في موسم 2004–2005، ثم لعب مع نادي بانيونيوس في موسم 2005–2006، ثم لعب مع بشكطاش في موسم 2006–2007، ثم لعب مع بانيونيوس في موسم 2005–2006، ثم لعب مع بشكطاش في موسم 2006–2007، ثم لعب مع بانفيت في الدوري التركي في موسم 2007–2008، ثم لعب مع جيانغسو دراجونز في الدوري الصيني في موسم 2008–2009.

## روابط خارجية
- دونيل هارفي على موقع إن بي أي (الإنجليزية)
- دونيل هارفي على موقع سبورتس رفرنس (الإنجليزية)
- دونيل هارفي على موقع كرة السلة الأوروبية.كوم (الإنجليزية)
- دونيل هارفي على موقع كلية كرة السلة في سبورتس رفرنس.كوم (الإنجليزية)
- دونيل هارفي على موقع ريلجم (الإنجليزية)
- دونيل هارفي على موقع بروبوليرز (الإنجليزية)
- دونيل هارفي على موقع سبورتس رفرنس (الإنجليزية)